# Ver-sur-Mer
Ver-sur-Mer ist eine französische Gemeinde mit 1.622 Einwohnern (Stand: 1. Januar 2022) im Département Calvados in der Region Normandie; sie gehört zum Arrondissement Bayeux und zum Kanton Courseulles-sur-Mer. Die Einwohner werden Vérois genannt.

## Geographie
Ver-sur-Mer liegt etwa zwölf Kilometer ostnordöstlich von Bayeux an der Atlantikküste. Umgeben wird Ver-sur-Mer von den Nachbargemeinden Graye-sur-Mer im Osten, Sainte-Croix-sur-Mer im Südosten, Crépon im Süden sowie Meuvaines im Südwesten und Westen.

## Geschichte
Während der Operation Overlord wurde der Abschnitt an der Atlantikküste Gold beach (Goldstrand) genannt. Hier landete die 50. Britische Infanteriedivision.

## Bevölkerungsentwicklung
| Jahr                       | 1962 | 1968 | 1975 | 1982 | 1990 | 1999 | 2006 | 2019 |
| Einwohner                  | 623  | 580  | 701  | 966  | 1359 | 1307 | 1508 | 1645 |
| Quellen: Cassini und INSEE |      |      |      |      |      |      |      |      |

## Sehenswürdigkeiten
- Kirche Saint-Martin aus dem 11. Jahrhundert, Umbauten aus dem 14. Jahrhundert, Turm ist Monument historique seit 1879
- Leuchtturm, 1908 erbaut
- Batterie von La Marefontaine
- Schloss La Barre aus dem Jahre 1882

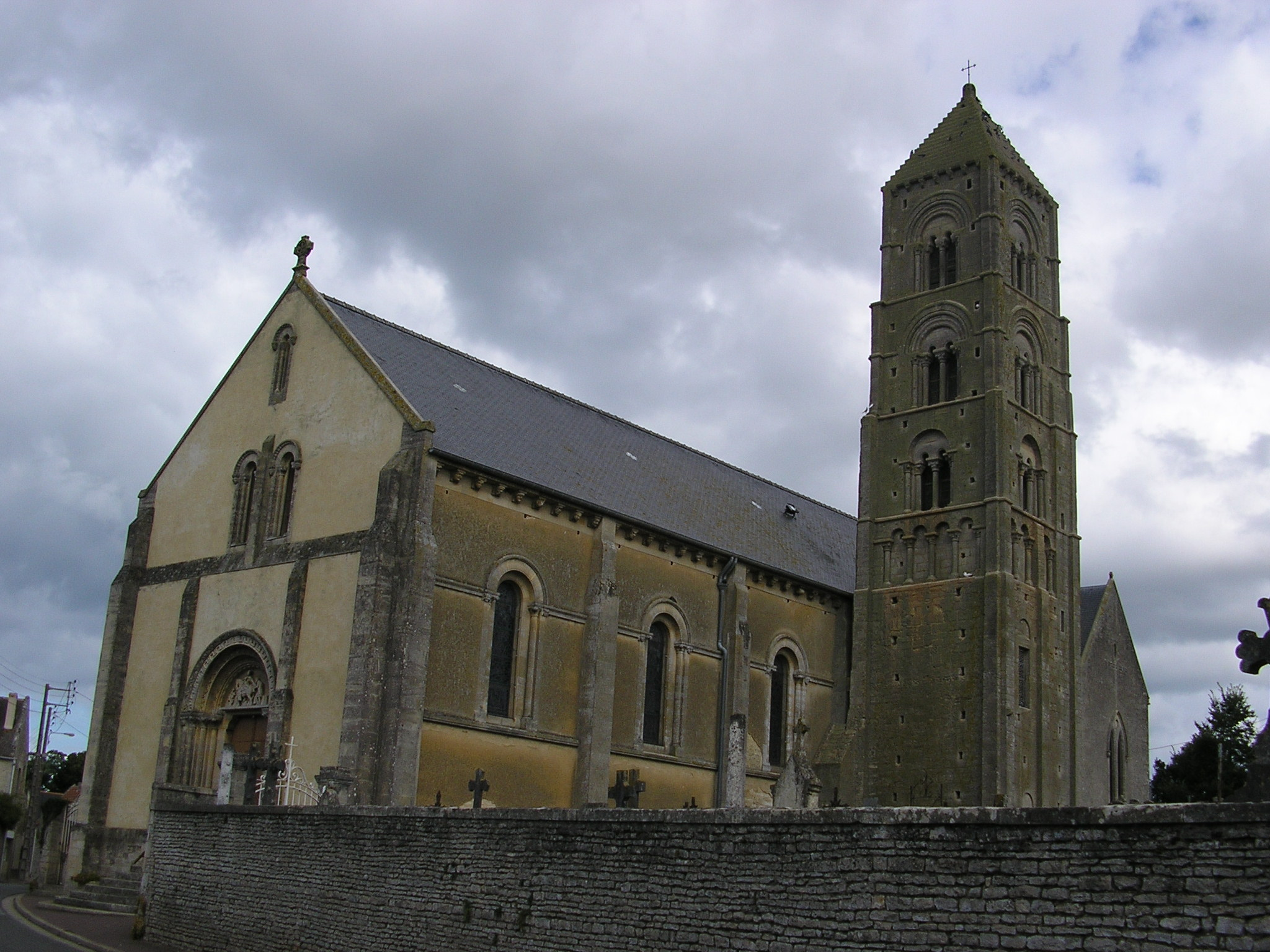
Kirche Saint-Martin